# Петро Саварин
Петро Саварин (17 вересня 1926, с. Зубрець Бучацького повіту — 6 квітня 2017, Едмонтон) — український письменник, правник, громадсько-політичний діяч.

## Біографія
Народився 17 вересня 1926 р. у с. Зубрець Бучацького повіту (Тернопільське воєводство, Польська республіка), тепер Бучацький район, Тернопільська область, Україна.
Був добровольцем 14-ї гренадерської дивізії Ваффен СС «Галичина» з 1944 року.
У 1949 р. емігрував до Канади, навчався в Альбертському університеті. Адвокатську практику почав з 1957 р. в Едмонтоні, учителював у школі українських студій. Був співзасновником і директором «Траст компанії Геритидж», головою Конґресу Українців Канади (КУК) в Едмонтоні. Член Сенату, Ради губернаторів і канцлер (1982-86) Альбертського університету (з 1982 р.). Президент Прогресивно-консервативної партії Східного Едмонтона, голова Клубу професіоналістів і підприємців. Обирався президентом Світового Конгресу вільних українців (1983). Нагороджений Шевченківською медаллю (1977).
У Канаді був активним членом «Братства колишніх вояків 1-ї УД УНА» та громадським і політичним діячем. Задіяний у громадських і політичних організаціях: КУК, Пласт (разом з своєю дружиною Ольгою), Клубі професіоналістів і підприємців, Консервативній Партії (заступник її президента на Альберту) тощо; один з організаторів двомовного шкільництва в Альберті, член Сенату і Ради Альбертського Університету, королівський радник, почесний громадянин м. Вінніпеґу. Його статті з'являлися в журналах і газетах.
Петро Саварин — один з активних розробників концепції багатокультурності, на якій базується міжнаціональна політика сучасної Канади. Маючи талант організатора, Петро Саварин залучив до цієї праці більшість громадсько-культурних та освітніх інституцій, зокрема Конґрес Українців Канади, Український Народний дім, Наукове товариство імені Т. Шевченка, Клуб українських професіоналів і підприємців, Канадський інститут українських студій, Світовий конгрес українців.
Як політичний діяч Петро Саварин тривалий час очолював осередок консервативної партії Альберти. Як науковий — був ініціатором створення Канадського інституту українських студій, канцлером Альбертського університету (1982-6), сприяв виданню англомовної Енциклопедії України. Як освітній — засновником Курсів українознавства iм. Івана Франка (суботня школа, вищі класи) у 1956 р. в Едмонтоні. Як громадський, спричинив поставлення першого в світі пам'ятника жертвам Голодомору біля ратуші (1983 р.).
У 1983 році Петра Саварина було обрано президентом СКУ (тоді СКВУ — Світового конгресу вільних українців). Він автор значної кількості аналітико-публіцистичних публікацій та спогадів. Віддав адвокатській практиці 35 років свого життя — і був визнаним фахівцем у цій галузі.
Серед його відзнак, зокрема Орден Канади (1987) та інші престижні нагороди.
Помер 6 квітня 2017 року в Едмонтоні, Канада.

### Праці
Саварин Петро. З собою взяли Україну. Від Тернопілля до Альберти. — Київ: КВІЦ, 2007. — 524 с. — ISBN 977-966-8550-62-1